# Follonica
Follònica è un comune italiano di 20 129 abitanti della provincia di Grosseto in Toscana. Si trova nel territorio delle Colline Metallifere grossetane, al centro dell'omonimo golfo della Maremma.
Moderna città industriale affacciata sul Mar Tirreno, è una località turistica balneare frequentata soprattutto nella stagione estiva.

## Geografia fisica

### Territorio

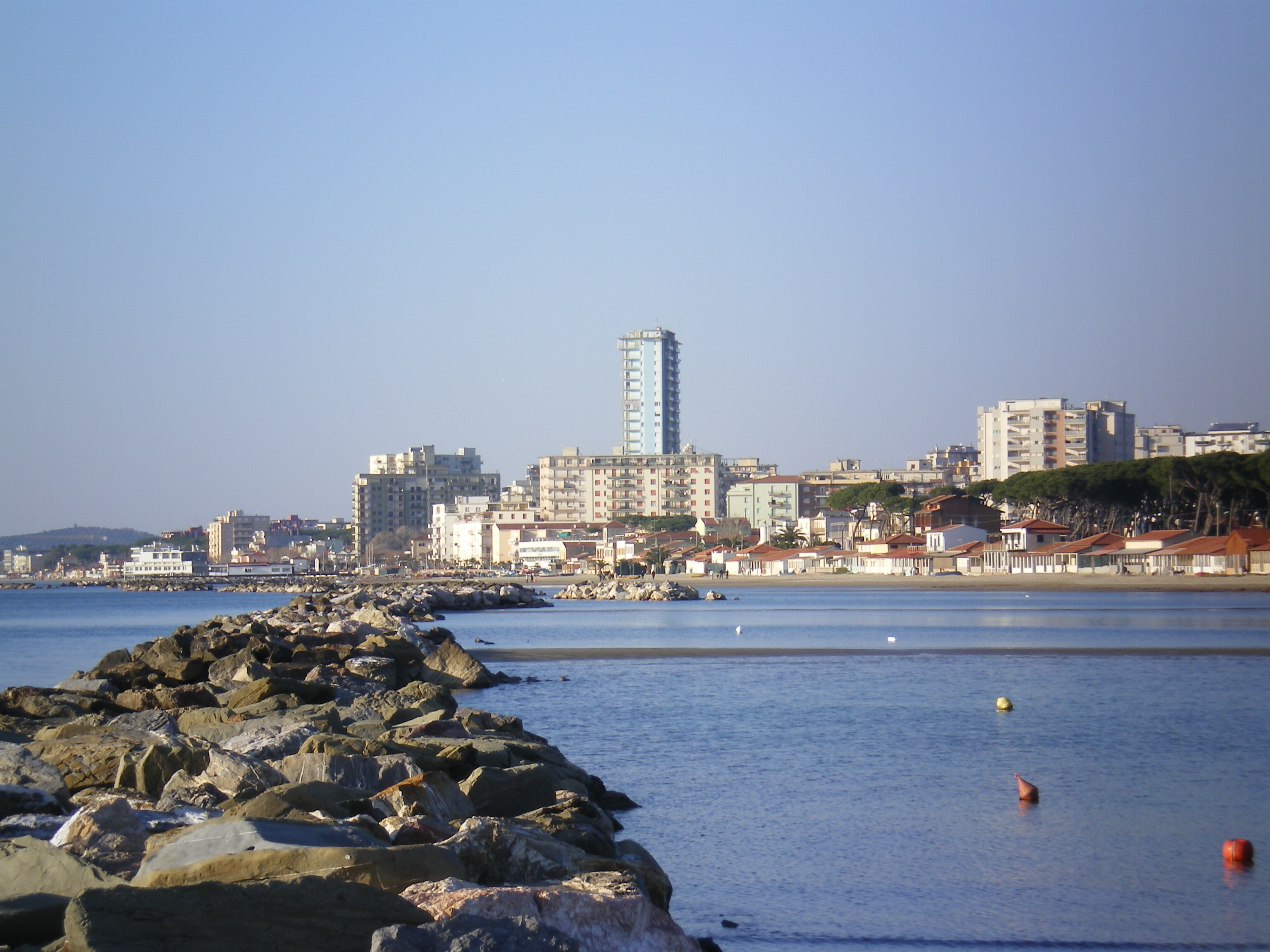
Vista di Senzuno

Il territorio comunale si estende su una superficie di poco superiore ai 55 km², estendendosi dalle coste del Mar Tirreno, bagnate dalle acque del Golfo di Follonica, fino all'entroterra collinare dove si sviluppano le prime propaggini delle Colline Metallifere grossetane, in posizione retrostante rispetto alla pianura della Maremma grossetana, in questo tratto formata dal fiume Pecora fino alla sua foce. A livello altimetrico, si passa dal livello del mare fino ai 308 metri s.l.m. di Poggio al Chiecco.
Il territorio comunale confina a nord con il comune di Suvereto e la provincia di Livorno, a nord-est con il comune di Massa Marittima, a sud-est con il comune di Scarlino, a sud-ovest è bagnato dal Mar Tirreno, mentre a nord-ovest confina nuovamente con la provincia di Livorno e il comune di Piombino.
- Classificazione sismica: zona 4 (sismicità molto bassa), Ordinanza PCM 3274 del 20 marzo 2003

### Clima
Il territorio comunale è caratterizzato da un clima mediterraneo, con caratteristiche più marcate lungo il tratto litoraneo, che tendono gradualmente ad attenuarsi procedendo verso l'entroterra e salendo di altitudine.
I 15-27 gradi giorno registrati nel centro di Follonica includono l'intero territorio comunale in zona D, che consente l'accensione degli impianti di riscaldamento nel periodo 1º novembre-15 aprile per un massimo di 12 ore giornaliere.
In base ai dati medi disponibili per il trentennio 1951-1980 per le stazioni meteorologiche situate all'interno del territorio comunale e di seguito riportati nella tabella, la temperatura media annua varia dai +15,7 °C di Follonica (5 metri s.l.m.) ai +15,9 °C della località di Tesorino (38 metri s.l.m.), mentre le precipitazioni medie annue risultano piuttosto contenute in tutto il territorio comunale, con 655 mm a Follonica e 694 mm presso la località di Tesorino.
| Località  | altitudine      | temperatura media annua | precipitazioni medie annue | media di riferimento |
| Tesorino  | 38 metri s.l.m. | 15,9 °C                 | 694 mm                     | 1951-1980            |
| Follonica | 5 metri s.l.m.  | 15,7 °C                 | 655 mm                     | 1951-1980            |

- Classificazione climatica: zona D, 1527 GG
- Diffusività atmosferica: alta, Ibimet CNR 2002

## Origini del nome
Vi sono differenti e possibili origini del toponimo:
- può derivare l'etimologia dall'etrusco fullona, o più probabilmente dall'equivalente latino fullonica (lavanderia), indica il luogo dove anticamente si lavoravano e si sbiancavano i panni;
- si considera come origine, per altri, il nome fullone, mulino, divenuto aggettivo con il nome di acqua fullonica e spesso anche sostantivo, fullonica;
- si può vedere anche una deformazione volgare di oficina fusoria dal latino follis, intendendo mantice da forno, dal momento che è nota l'attività mineraria e fusoria dell'antica città etrusca di Populonia.

Le ipotesi tornano periodicamente a prevalere, anche per la presenza dell'antica strada romana, la via Aurelia e i molti ruderi e reperti di datazione etrusca, che dimostrano l'esistenza in loco del corrispondente opificio.

## Storia

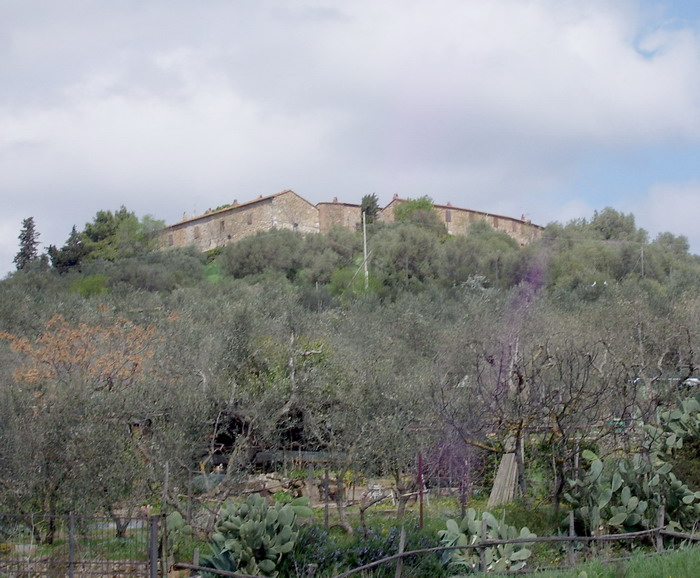
Il Castello di Valle a nord della città

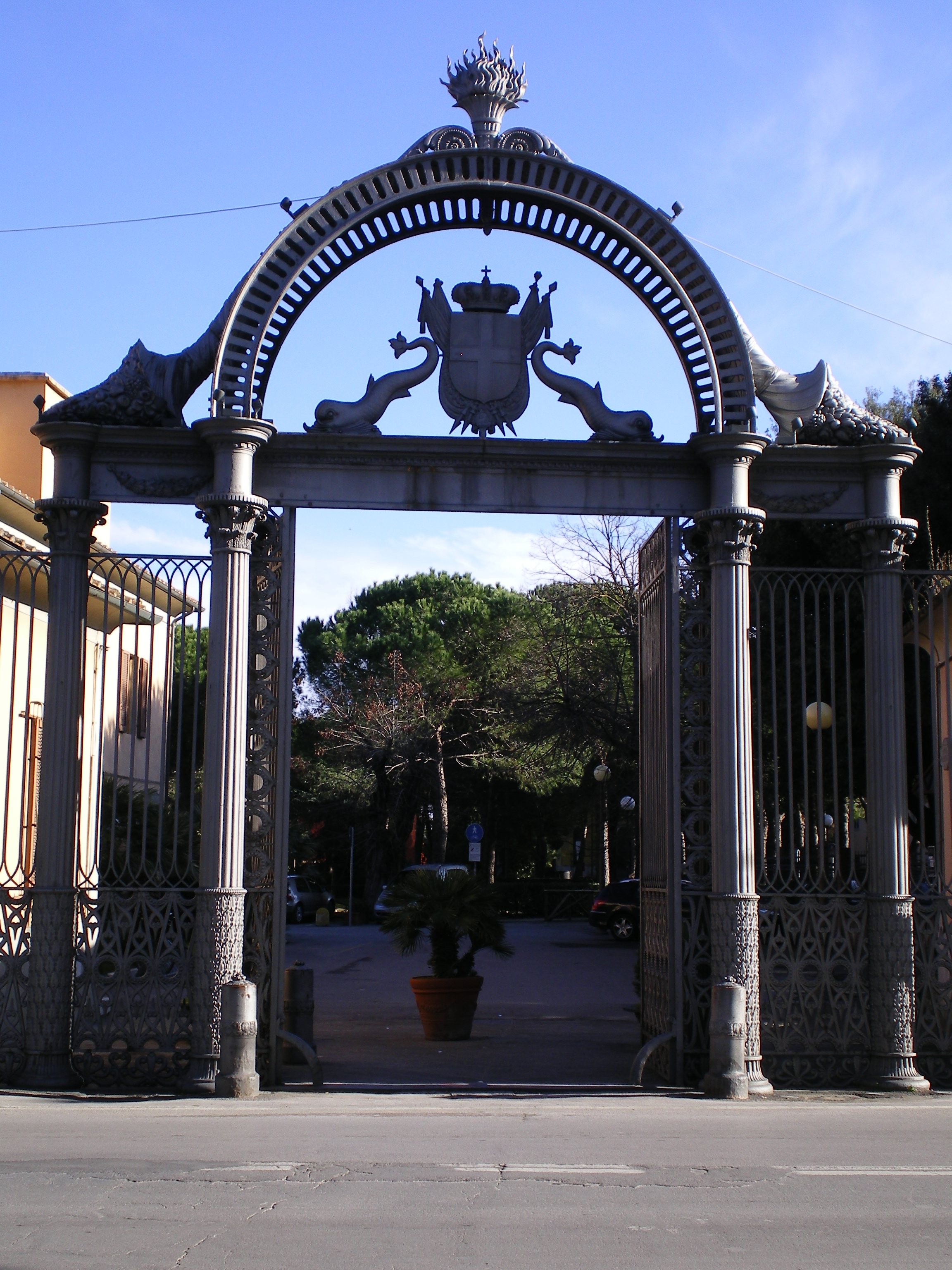
Il Cancello della Ghisa

Come centro abitato, Follonica è certamente giovane, la sua data di nascita infatti coincide con la costruzione delle Reali e Imperiali Fonderie volute da Leopoldo II di Toscana nel 1834. Ma come località e punto di approdo, Fullona viene menzionata per la prima volta nel 1038 in un atto di donazione di terreni all'abbazia di Sestinga centro religioso in prossimità di Vetulonia, proprietaria di gran parte dell'Alta Maremma. Il documento più probante e che sicuramente fa riferimento all'attuale, è quello che sancisce una compravendita di grano del 1312 alla foce della Fullona.
Nel 1399 l'area dell'attuale centro abitato entrò a far parte della Signoria di Piombino, seguendone gli eventi fino al 1815. Negli anni 70 del XV secolo, Iacopo III Appiani ricostruì, ampliando, la vecchia torre costiera. Nella prima metà del XVI secolo, Iacopo VI Appiani vi impiantò delle fonderie metallifere, facendo costruire un pontile.
Per tutta l'epoca medievale e moderna rimarrà sempre un piccolo villaggio costiero sprovvisto di fortificazioni murate, ad eccezione della prima menzionata torre d'avvistamento.
La storia di Follonica è soprattutto legata, in antico, a quella del Castello di Valli, i cui ruderi ancor oggi campeggiano a nord della città su un'altura che domina il Golfo e la cui prima traccia storica si ha addirittura nell'884: è senza dubbio l'unico centro abitato sino appunto al 1834 quando, attorno alle fonderie, si cominciò a sviluppare il villaggio, che comunque, sino al 1838, rimase sotto la giurisdizione di Valli. Da quell'anno, cominciò l'ascesa di Follonica di pari passo con l'importanza economica e culturale che venivano assumendo le sue fonderie, in un crescendo che ne ha fatto la città odierna; infatti la fonderia leopolda all'epoca era la seconda fonderia più importante d'Europa e faceva affari con tutte le città.
Occorre inoltre precisare che l'uso del ferro e dei suoi derivati (ghisa in particolare) sono tipici della città sin dal tempo degli etruschi. Sono stati una grande risorsa per lo sviluppo siderurgico di tutta la zona e, ancora oggi, si possono vedere le tracce degli altiforni nelle vicine Colline metallifere.
Fino al 1923 fu frazione di Massa Marittima, poi venne elevata a comune autonomo, con il Regio Decreto n°1373 del 14 giugno 1923, divenendo così primo comune italiano nato durante il governo fascista. Lo sviluppo in tutto il territorio limitrofo di attività minerarie basata sull'estrazione e la spedizione della pirite, fece conoscere a Follonica un enorme incremento demografico, divenendo residenza di molti minatori immigrati in Maremma da varie regioni italiane. Durante la seconda guerra mondiale, la città fu pesantemente bombardata dagli Alleati e rimase inoltre in mano ai tedeschi fino al 24 giugno 1944. Il 22 febbraio 1960 segnò la fine della storica vocazione siderurgica della città, quando gli stabilimenti Ilva vennero trasferiti alle acciaierie di Piombino. Nel 1981 Follonica raggiunse la quota dei 21.000 residenti e la città si espanse con la costruzione di nuovi quartieri (Salciaina e Pratoranieri). Il titolo di città è stato conferito a Follonica giuridicamente nel 2006.

### Simboli
Lo stemma e il gonfalone di Follonica sono stati concessi con regio decreto del 3 ottobre 1929.
Lo stemma di Follonica è costituito da uno scudo sannitico che riproduce l'immagine di una nave romana con la prua in primo piano che solca il mare, a simboleggiare l'attività marittima e la speranza che essa acquisti sempre maggior incremento. Sopra troneggia una corona da città. Il primo stemma del comune presentava il motto dannunziano: "Arma la prora e salpa verso il mondo", a significare la volontà di condurre la città verso un futuro migliore e prospero.
Stemma
Gonfalone

## Monumenti e luoghi d'interesse

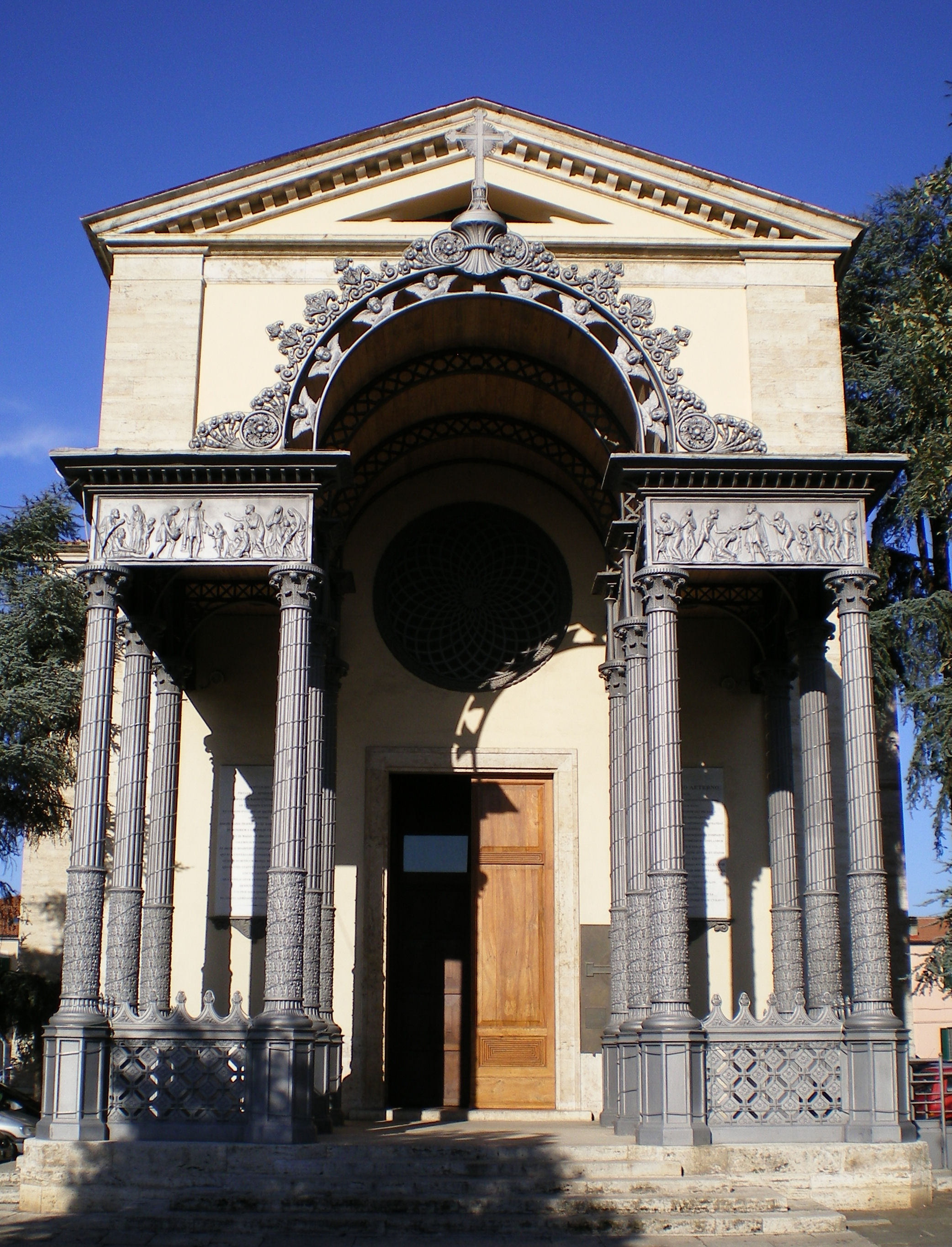
La chiesa di San Leopoldo

### Architetture religiose

#### Chiese parrocchiali
- Chiesa di San Leopoldo, edificio di culto di maggior pregio storico e architettonico della città, è stato realizzato per volere del granduca Leopoldo II di Lorena a partire dal 18 maggio 1836. Frutto della collaborazione tra l'ingegnere ed architetto Alessandro Manetti e suo genero architetto Carlo Reishammer, fu consacrata il 10 maggio 1838, anno riportato anche sul campanile, ma ultimata solamente negli anni tra il 1841 e 1842; subì successivi restauri e modifiche nel 1928, nel 1932, nel 1950 e nel 1988. La chiesa, a croce latina e di ispirazione neoclassica, è caratterizzata dall'utilizzo della ghisa: il pronao, la balaustra a traforo, le coppie di tre colonne che sorreggono la trabeazione, la cornice decorata dell'arco e i due fregi di Lorenzo Nencini. L'interno è a navata unica, con copertura a capanna e volta a crociera, con numerose rifiniture e arredi in ghisa: la base del pulpito, le colonne dell'abside, i candelabri dell'altare, la balaustra del presbiterio, una cornice nel transetto ed il piedistallo del fonte battesimale. Tra le varie opere si segnalano un busto in marmo di Raffaele Sivieri, primo direttore dell'amministrazione delle miniere e del ferro, realizzato nel 1839 da Leopoldo Arcangeli; la statua di san Giovanni Battista in marmo bianco scolpita da Nencini nel 1841; e due Madonne: la Madonna col Bambino in ghisa, detta Madonna Ilvania, fusa nelle fonderie, e il dipinto della Madonna del Soccorso.[9] La parrocchia di San Leopoldo conta circa 6 450 abitanti.[10]
- Chiesa di Nostra Signora di Lourdes, chiesa parrocchiale situata in via Lamarmora di fronte al parco della pineta di Ponente, è stata costruita nel 1966 su progetto di Roberto Mansani, Luigi e Giancarlo Bicocchi, con direzione dei lavori di Lisindo Baldassini. Si tratta di un esempio di architettura contemporanea.[11] La parrocchia di Nostra Signora di Lourdes conta circa 3 970 abitanti.[12]
- Chiesa dei Santi Pietro e Paolo al Cassarello, moderna chiesa situata in via Madre Teresa di Calcutta, ha ereditato la sede parrocchiale della vecchia sede di Senzuno. I lavori sono iniziati nel 2004 – prima pietra il 7 dicembre 2003 – e si sono conclusi quattro anni dopo con la cerimonia di dedicazione tenutasi il 1º novembre 2008. La chiesa è stata progettata in stile neoclassico da Marcello Giannini; all'interno si conserva un affresco di Giuliano Giuggioli raffigurante La chiamata di Pietro e Paolo, e le vetrate e arredi di Michelangela Ballan.[13][14] La parrocchia dei Santi Pietro e Paolo conta circa 5 950 abitanti.[15]
- Chiesa di San Paolo della Croce, moderno edificio parrocchiale, è situato in via Chirici di fronte al cimitero comunale. La chiesa, i cui lavori sono iniziati nel 2008, è stata inaugurata il 10 giugno 2010. Parrocchia istituita già nel 1977 per volere del vescovo Lorenzo Vivaldo, ha avuto sede inizialmente a Pratoranieri, presso il casello idraulico, poi è stata trasferita nella zona 167 ovest ed infine nel nuovo complesso, dopo un'estensione del proprio territorio parrocchiale nel 2003 per comprendere anche i quartieri di San Luigi e Corti Nuove. È la chiesa di più recente costruzione a Follonica.[16] La parrocchia di San Paolo della Croce conta circa 4 960 abitanti.[17]

#### Chiese minori
- Chiesa dei Santi Pietro e Paolo a Senzuno, vecchia chiesa situata nella pineta di Senzuno in via Palermo, è stata costruita negli anni settanta con parrocchia istituita nel 1960 e infine trasferita al Cassarello, zona Charleroi, nel 2008.
- Chiesa vecchia di San Paolo della Croce, piccola chiesetta-container di 200 m², è stata realizzata nel 1998 nella zona 167 ovest, in via Amendola, come sede provvisoria della parrocchia di San Paolo della Croce. Dal 2010, anno in cui è stata inaugurata la moderna chiesa, non è più sede parrocchiale.[16]
- Pievaccia, antica pieve attestata dal 1217 in un luogo identificato come l'antico insediamento di Vitaliano, oggi scomparso, sulla collina di Poggio al Chiecco. Ne rimangono dei ruderi che ne testimoniano la natura di pieve fortificata.[18]

#### Cappelle
- Cappella del castello di Valli, antica cappellina già attestata al 1010, è stata pieve del piccolo villaggio di Follonica fino allo sviluppo urbano ed economico del XIX secolo, quando è stata realizzata la prima vera chiesa di Follonica, quella di San Leopoldo (1838). Oggi è un'abitazione civile, sostanzialmente trasformata.[19]
- Cappella della Fattoria Bicocchi, piccola chiesetta gentilizia della tenuta Bicocchi, si presenta con la facciata a capanna con finestra lunettata. L'interno è decorato da marmi policromi.[20]

### Architetture civili

#### Villaggio-fabbrica
L'area comunemente nota come "ex Ilva" è un comprensorio che racchiude gli stabilimenti ormai dismessi dell'Ilva, nucleo originario di quella città-fabbrica voluta dal granduca Leopoldo II di Lorena per il trattamento dei minerali dell'isola d'Elba. Il nucleo originario risaliva già al XVI secolo, quando gli Appiani di Piombino fanno qui costruire, accanto ad un mulino già esistente, una ferriera per fondervi il ferro delle miniere di Rio nell'Elba. Con il passaggio al Granducato di Toscana, il granduca istituì l'"Imperiale e Reale Amministrazione delle Miniere di Rio e delle Fonderie del Ferro di Follonica" (IRAMFF), avviando un intenso programma di rinnovamento tecnologico degli impianti e facendo di Follonica uno dei più moderni e funzionali poli della siderurgia a livello nazionale. Nel 1850 i Lorena lasciarono la gestione delle fonderie alla Banca Bastogi, mentre nel 1867 vennero affidate alla nuova "Società Anonima Alti Forni e Fonderie di Piombino", che assunse nel 1918 la denominazione di "Ilva". L'attività siderurgica continuò fino al 21 febbraio 1960, anno in cui cessò definitivamente la produzione nello stabilimento. L'area è stata in seguito progressivamente riconvertita a uso pubblico e molti storici edifici sono stati restaurati: nel comprensorio si trovano la biblioteca comunale della Ghisa, la scuola media Arrigo Bugiani, il museo delle arti in ghisa nella Maremma, il teatro Fonderia Leopolda e il centro fieristico-espositivo Fonderia 1.

#### Palazzi
- Casa del Popolo, già Casa del Fascio, situata in piazza del Popolo, risale agli anni tra il 1922 e 1923 e si presenta in stile neoclassico con rifiniture liberty. Sede del partito fascista prima, luogo di incontro per la popolazione follonichese poi, dal 1995 ospita nelle sue stanze la pinacoteca civica.[22]
- Casa Gobba, situata in piazza del Popolo, originariamente era un magazzino per il deposito del ferro di Valpiana, costruito nel 1581 ed ampliato nel 1734 per ospitare l'ematite proveniente dall'isola d'Elba. È stata più volte modificata tra il 1773 e il 1839.[23][24]
- Casa Storta, situata in piazza del Popolo e costruita tra il 1745 e il 1777 sotto il principato di Gaetano Boncompagni di Piombino come sede dell'amministrazione del pontile, diviene dal 1810 ufficio della miniere e magazzino dell'allume di Montioni. Viene sopraelevata nel 1817 per ospitare l'ufficio di sanità e l'alloggio del doganiere.[25] Ospita la sede dell'ufficio locale marittimo.
- Palazzo della Cartiera, complesso architettonico situato tra via Giacomelli e via Gorizia, è composto da un edificio principale più altri annessi. Realizzato per la produzione della carta dalle Industrie Maremmane Riunite nel 1926, è stato recentemente ristrutturato e oggi è adibito a edificio residenziale.[26]
- Palazzo della Dogana, costruito su volere del granduca dal 1826 al 1831 su progetto di Alessandro Manetti, ospita dal 1878 la Guardia di Finanza. È situato in piazza del Popolo.[27]
- Torre Azzurra, grattacielo di Follonica, della quale influenza fortemente lo skyline, con i suoi 22 piani, per un totale di 73 metri di altezza, è il secondo edificio civile più alto della Toscana dopo il grattacielo Matteotti di Livorno.

#### Caselli idraulici
- Casello idraulico di Follonica, situato in via Roma 45-49, è stato realizzato tra il 1840 e il 1844 ed ospitava il centro direttivo della bonifica delle basse valli della Pecora e del Cornia. Attualmente è adibito dal Comune di Follonica a spazio per iniziative culturali.[20][28]
- Casello idraulico di Pecora Vecchia, situato in un'area rurale lungo la strada provinciale che porta a Massa Marittima, nei pressi del fiume Pecora, è stato realizzato nel 1870 e attualmente è in stato di abbandono.[23]
- Casello idraulico di Pratoranieri, situato presso la località balneare di Pratoranieri, risale al 1880 e presenta ancora oggi la classica torretta e copertura a tetto. Ospita attualmente il circolo velico.[23]
- Casello idraulico del Casone, situato in località Campo Cangino, al termine della via del Cassarello al confine con il territorio comunale di Scarlino, è un edificio del 1870-80 con due torrette in stile liberty e cataratta idraulica. Accanto si trova la coeva casa del casellante.[23]

#### Ville e fattorie
- Fattoria Bicocchi, storica tenuta follonichese situata tra via Ugo Bassi e la strada provinciale Aurelia Vecchia, si articola in più edifici tra i quali risalta la grande villa padronale in stile eclettico ottocentesco, con merlature, torri, bifore e finestre ad arco acuto tipiche dell'architettura neogotica.[20]
- Villa Benedetti, costruita nei primi del XX secolo, è situata in via Battisti nei pressi della chiesa di San Leopoldo. Si presenta come un villino in stile eclettico con decorazioni liberty.[22]
- Villa Sant'Anna, situata sul lungomare Italia, è stata realizzata negli anni venti del Novecento e presenta motivi liberty ed una torretta ottagonale.[23]
- Villa Jole Monciatti, situata in via Bicocchi, si presenta in stile neoclassico con bifore neogotiche e decorazioni liberty in ghisa.[29]

#### Altri edifici civili
- Colonia marina Luigi Pierazzi, costruita su progetto di Ernesto Ganelli e inaugurata il 18 giugno 1931 presso la spiaggia oltre la pineta di Levante, si presenta oggi come una imponente costruzione in due blocchi che riflette l'aspetto imperiale tipico dell'architettura fascista. Affidata nella gestione al Consorzio Antitubercolare di Grosseto, fu intitolata a Luigi Pierazzi, giurista ed agricoltore, per molti anni presidente del consiglio provinciale. Bombardata durante la seconda guerra mondiale ed occupata dai tedeschi che ne fecero saltare in aria una parte, facendo sì che fosse divisa in due stabili differenti, ha mantenuto la sua funzione di colonia estiva fino agli anni settanta, quando poi il blocco nord fu adibito a scuola media e successivamente ad ospitare eventi e associazioni di carattere sociale e culturale; il blocco sud ospita dal 1999 l'Istituto Giovanni Falusi.[30]
- Stazioncina di Marina, piccolo edificio realizzato nel 1902 come capolinea della ferrovia Massa Marittima–Follonica, dove arrivavano le piriti e il carbone di legna da imbarcare sul pontile di fronte, è stato costruito sulle fondamenta del demolito forte di Follonica, già attestato come torre di avvistamento nel 1575.[31]

### Architetture militari
- Castello di Valli, o Valle, attestato già in un documento dell'anno 884 come possedimento della diocesi di Lucca e successivamente bene dell'abbazia di Sestinga, si tratta di una fortificazione situata sul poggio sovrastante l'abitato di Follonica, proprietà degli Aldobrandeschi dal 1223, di Pisa dal 1278, e infine degli Appiani di Piombino dal 1399. È stato per secoli l'unico borgo del territorio follonichese, almeno fino allo sviluppo ottocentesco della città-fabbrica. Oggi sono visibili i ruderi della cinta muraria e di un'imponente torre di avvistamento.[32]
- Castellaccia, situato su un piccolo colle lungo la strada di Montioni, sono oggi visibili i ruderi di questo antico insediamento dell'XI e XII secolo.[20]

### Altro
- Monumento ad Ettore Socci, copia in ferro del monumento di Emilio Gallori situato a Grosseto (1907), è posizionato sul lungomare Italia nei pressi di piazza del Popolo. È stato restaurato nell'ottobre del 1999.
- Monumento a Giuseppe Mazzini, busto in bronzo su piedistallo di marmo posto sul lungomare Italia, nei pressi di piazza del Popolo, nel 1989 per volere dell'Associazione Mazziniana Follonica. Sul piedistallo è riportata la frase pronunciata da Mazzini nel 1848: «Noi vagheggiamo la grande federazione dei popoli liberi».
- Monumento agli eroi del Risorgimento, grandioso obelisco in pietra situato al centro di piazza Sivieri e dedicato alle figure risorgimentali. Sui quattro lati della base sono state poste delle targhe a ricordo di determinati personaggi: Giuseppe Garibaldi, Giuseppe Mazzini, il filosofo repubblicano Giovanni Bovio e gli eroi maremmani dei fatti di Cala Martina del 1849.
- Monumento ai caduti, monumento marmoreo situato dal 1925 nel parco di piazza Vittorio Veneto, è opera dello scultore Giacomo Zilocchi, con la direzione dei lavori di Lorenzo Porciatti. Riporta da un lato l'iscrizione: «Follonica/ai suoi caduti/1915-1918»; mentre dall'altro: «17 maggio 1925/auspici ai combattenti».
- Monumento ai caduti, situato nel parco della Rimembranza all'inizio di via Roma, è composto da due monoliti e da un libro in marmo realizzato da Piergiorgio Balocchi dell'accademia di Carrara, riporta i nomi di tutti caduti follonichesi nella seconda guerra mondiale e nella Resistenza. L'iscrizione sul libro recita: «l'amministrazione comunale/volle ripristinare/questo simbolo/in perenne ricordo/di tutti i figli/della città caduti/in guerra./Follonica 25 aprile 1998».
- Allegoria del Mare, monumento in bronzo su piedistallo in marmo realizzato nel 1998 dallo scultore ceco Ivan Theimer, posto in piazza del Popolo.
- Portale del Mistero, monumento allegorico - in marmo di Carrara - rappresentante una scalinata che conduce ad una porta ricurva; è situato sulla terrazza sul mare di fronte piazza Nicola Guerrazzi, rivolto verso il mar Tirreno. È un'opera di Riccardo Grazzi del 1999.

### Siti archeologici
- Rondelli: nel 1997, alcuni scavi effettuati a Rondelli per la costruzione di una struttura commerciale hanno permesso il ritrovamento di un antico insediamento etrusco a carattere produttivo, attivo dal VI al V secolo a.C., dove avveniva la riduzione in ferro dell'ematite dell'isola d'Elba.[33]
- Valle Petraia: durante alcuni lavori per la realizzazione della superstrada Aurelia, nella valle del torrente Petraia, sono stati rinvenuti resti di nuclei abitativi con necropoli databili dal VII al VI secolo a.C.[34]

### Aree naturali
- Bandite di Follonica, area naturale protetta, sito di interesse regionale.
- Parco interprovinciale di Montioni, area naturale protetta di competenza delle province di Grosseto e Livorno, occupa in buona parte alcune aree settentrionali del comune di Follonica.
- Riserva naturale Poggio Tre Cancelli, area protetta istituita nel 1971 che occupa una superficie di 99 ettari e comprende in parte l'area boschiva delle Bandite di Follonica.
- Riserva naturale Tomboli di Follonica, area naturale protetta istituita nel 1977, occupa una superficie di 94 ettari e comprende le due pinete follonichesi, quella di Ponente e quella di Levante.

## Società

### Evoluzione demografica
Abitanti censiti

### Distribuzione degli abitanti
| Frazioni              | Abitanti (2011) | Altitudine |
| --------------------- | --------------- | ---------- |
| Follonica (capoluogo) | 21 163          | 4          |
| Casa Valli            | 15              | 87         |
| Altre località        | 214             | -          |

### Etnie e minoranze straniere
Al 31 dicembre 2023 la popolazione straniera era di 706 abitanti, pari al 3,64% della popolazione.

## Cultura

### Istruzione

#### Scuole
A Follonica si trovano vari istituti superiori che hanno come bacino di utenza la parte nord della provincia di Grosseto e la parte sud di quella di Livorno. Tra questi un liceo con diversi indirizzi, un istituto tecnico commerciale con indirizzi economico e turistico e un istituto professionale per i servizi di manutenzione e assistenza tecnica e l'indirizzo servizi socio-sanitari.

#### Biblioteche

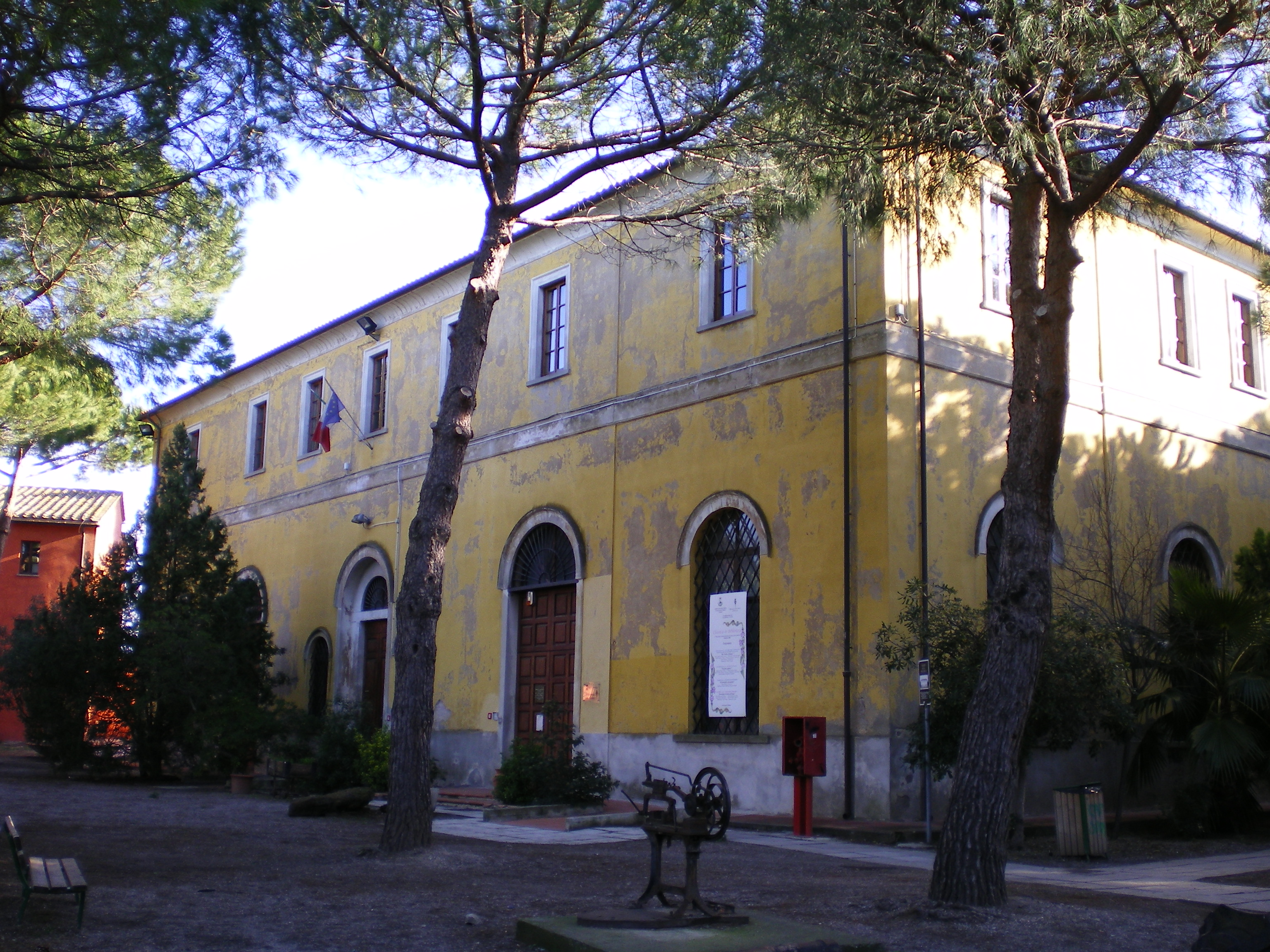
La biblioteca comunale

La città di Follonica dispone della Biblioteca della Ghisa, situata all'interno dell'Area ex ILVA in un edificio conosciuto come palazzo del forno quadro, edificato nel 1578 e che costituiva la più importante struttura fusoria dell'epoca in Italia, ricostruito tra il 1838 e il 1840 e adibito a officina meccanica. La biblioteca è stata istituita nel 1970 e dispone di un patrimonio librario di circa 156 000 volumi.

#### Musei

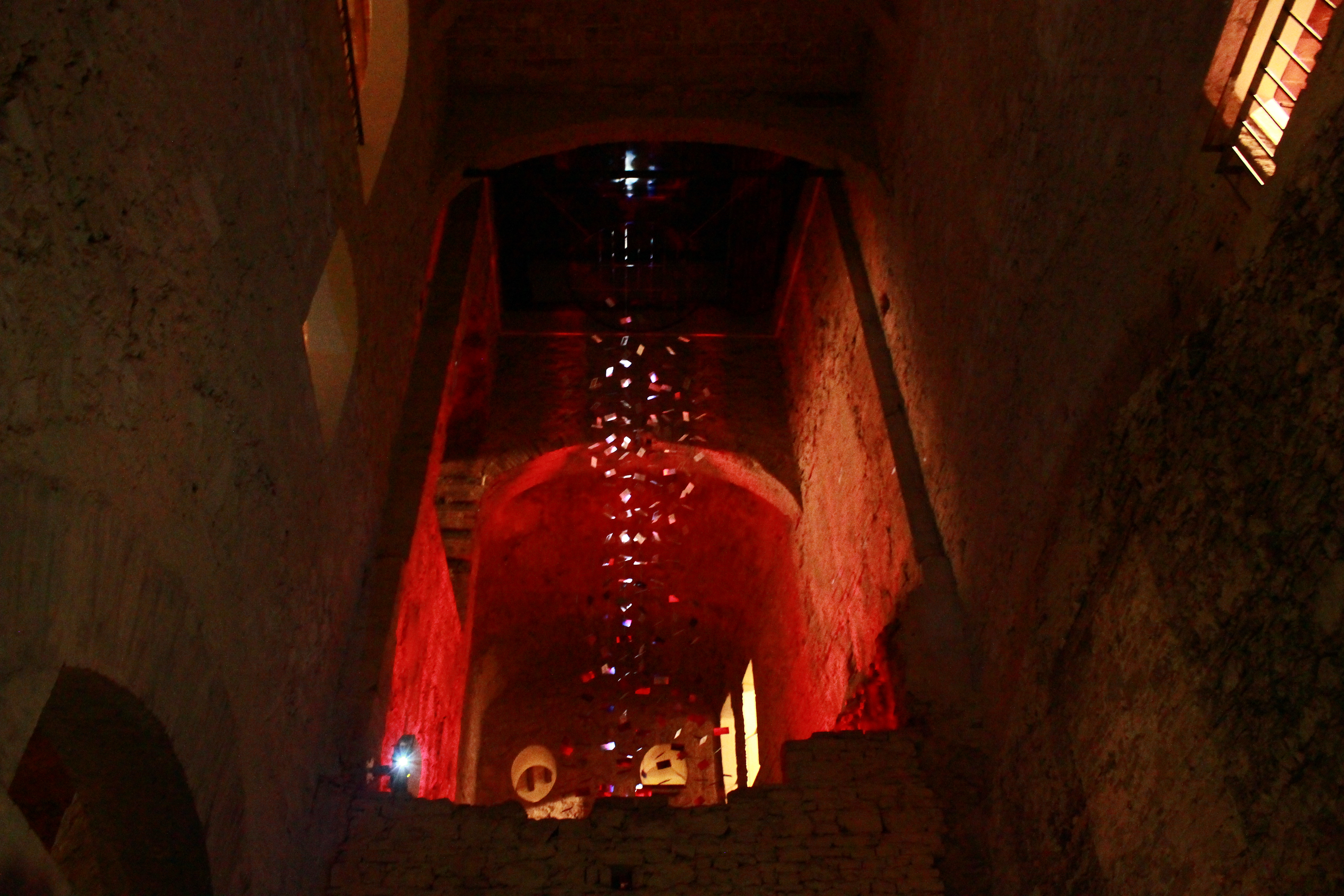
L'altoforno all'interno del museo MAGMA

Le due strutture museali fanno parte della rete provinciale Musei di Maremma:
- Museo delle arti in ghisa nella Maremma (MAGMA)
- Pinacoteca civica di Follonica

Inoltre:
- Parco tecnologico e archeologico delle Colline Metallifere grossetane, insieme ai comuni di Gavorrano, Massa Marittima, Monterotondo Marittimo, Montieri, Roccastrada e Scarlino.[42] La cosiddetta "porta del parco", punto di ingresso ideale all'interno del territorio, con centro d'accoglienza e info-point per l'organizzazione di itinerari o visite guidate, è ubicata presso il Museo delle arti in ghisa nella Maremma, nel comprensorio ex Ilva.[43]

### Eventi
- Carnevale: manifestazione di carattere satirico e dissacratore che vede i rioni della città realizzare carri allegorici che sfilano per le vie centrali. Erede del "Carnevale Maremmano" la cui prima edizione è stata tenuta nel 1949 e l'ultima nel 1962, è rinato nel 1979. Ai rioni storici di Chiesa, Centro, Zona Nuova e Senzuno, si sono aggiunti negli anni quelli di Capannino-San Luigi, Campi Alti-167 Ovest, Pratoranieri e Cassarello.[44]
- Follos 1838: manifestazione di rievocazione storica ideata da don Enzo Greco e giunta alla ventesima edizione[45]. Si svolge ogni seconda domenica del mese di maggio in ricordo dell'arrivo in città del Granduca Leopoldo II di Lorena e della famiglia granducale durante l’inaugurazione e consacrazione della Chiesa di San Leopoldo del 10 maggio 1838. La mattina vi è la messa nella chiesa di San Leopoldo, la lettura dello storico discorso del granduca e la parata del corteo in costumi ottocenteschi nelle vie del centro, mentre nel pomeriggio, presso l'Ilva, l'esibizione dei butteri e il palio delle bandiere di tiro alla fune tra i rioni: Capannino-San Luigi, che comprende anche le Corti Nuove, Rondelli e Pecora Vecchia (colori bianco e viola); Cassarello (colori giallo e nero), Zona Nuova-Lido (colori rosso e giallo); Centro (bianco e nero); Senzuno-Salciaina (verde e oro); Campi Alti-167 Ovest, che comprende anche la Valle Petraia (rosso e blu); e Pratoranieri con la Marina di Ponente (bianco e azzurro)[46][47][48][49].
- Follonica Summer Festival: dal 2017 nel mese di agosto si svolge a Follonica il Summer Festival, un evento musicale nell'Arena del Parco Centrale che ospita artisti italiani e stranieri. Il direttore artistico è l'attore e presentatore Paolo Ruffini[50][51][52][53][54].
- Grey Cat Jazz Festival: si tratta di una delle manifestazioni più longeve nel quadro nazionale dei festival di musica jazz[55][56][57][58][59][60][61], arrivata nel 2019 alla 39ª edizione. Si svolge durante l'estate, ma dal 2007 il festival propone un’appendice invernale: arte, musica e mostre. Ne è direttore artistico Stefano "Cocco" Cantini.

### Media

#### Musica
Follonica è il titolo di una canzone dei Baustelle dell'album I mistici dell'Occidente. Il testo di tale canzone racconta la fine di un amore sulla spiaggia della città, descritta come ricoperta di rifiuti: ciò è stato oggetto di polemica tra il sindaco della città Eleonora Baldi ed il gruppo senese.

### Cinema
- I laureati di Leonardo Pieraccioni (1995)
- Questo mondo è per te di Francesco Falaschi (2011)
- Giochi d'estate di Rolando Colla (2011)
- Anni felici di Daniele Luchetti (2013)
- Odio l'estate di Massimo Venier (2020)

## Geografia antropica

### Suddivisioni storiche
La città è divisa in più quartieri (o rioni), molti dei quali concorrono tra loro in occasione del Carnevale o del Palio:
- 167 Ovest
- Campi Alti al mare
- Capannino
- Cassarello
- Centro
- Charleroi (ex 167 Est)
- Chiesa
- Corti Nuove
- Pratoranieri
- Rondelli
- Salciaina
- San Luigi
- Senzuno
- Zona Nuova

### Suddivisioni amministrative
I rioni sono stati raggruppati in quartieri più ampi affidati ad un responsabile del comune con la carica di consigliere di quartiere: 167 Ovest-Campi alti; San Luigi-Capannino-Corti Nuove; Centro-Aree rurali; Zona Nuova-Pratoranieri; Cassarello-Salciaina-167 Est-Senzuno.

### Frazioni
Il comune di Follonica non possiede frazioni all'interno del proprio territorio. Merita tuttavia ricordare la località di Pratoranieri, ceduta dal comune di Piombino a quello di Follonica nel 1970, in precedenza quindi frazione, ma oggi ormai considerata quartiere data la forte espansione urbana che l'ha di fatto unita al resto della città.

### Altre località del territorio
Le altre località rurali da segnalare sono: Campo Cangino, Casa Valli, Montioni, Palazzi, Pecora Vecchia, Tesorino e Valle Petraia.

### Parchi urbani
Follonica è considerata una città molto verde per la presenza di aree attrezzate e parchi in ogni luogo della città.
I grandi parchi urbani a Follonica sono due:
- La Pineta di Ponente, parco che dal Centro si estende verso i quartieri nord della città
- La Pineta di Levante, parco che da Senzuno si estende verso i quartieri sud della città

Queste due pinete principali e altri parchi di Follonica rientrano tra le aree naturali protette della Maremma toscana. Fanno anche da cornice alle varie spiagge cittadine creando zone d’ombra attrezzate con giochi per bambini, fontane, panchine e tavoli da pic nic.
La superficie sottoposta a tutela, dal Puntone di Scarlino fino a Senzuno, interessa una superficie complessiva di 55 ettari, di cui 11 sono adibiti a giardino pubblico e aiuole fa parte della Riserva naturale Tomboli di Follonica.

## Economia
Secondo il censimento del 2001, risultavano insistere sul territorio del comune 467 attività industriali con 1.692 addetti pari al 21,98% della forza lavoro occupata, 764 attività di servizio con 1.751 addetti pari al 22,75% della forza lavoro occupata, altre 788 attività di servizio con 2.479 addetti pari al 32,20% della forza lavoro occupata e 122 attività amministrative con 1.776 addetti pari al 23,07% della forza lavoro occupata.
Risultavano perciò occupati complessivamente 7.698 individui, pari al 36,79% del numero complessivo di abitanti del comune.

### Industria
Dopo la dismissione delle fonderie nel 1960, l'attività industriale ha subito un ridimensionamento. In secondo piano l'attività delle piccole e medie imprese manifatturiere dell'industria meccanica e conserviera (il grosso della manodopera locale è però assorbito dagli stabilimenti di Piombino e Scarlino), mentre la tradizionale lavorazione del legno e del sughero, tipica in tutta la regione, riscuote successo al dettaglio stagionale.

### Turismo

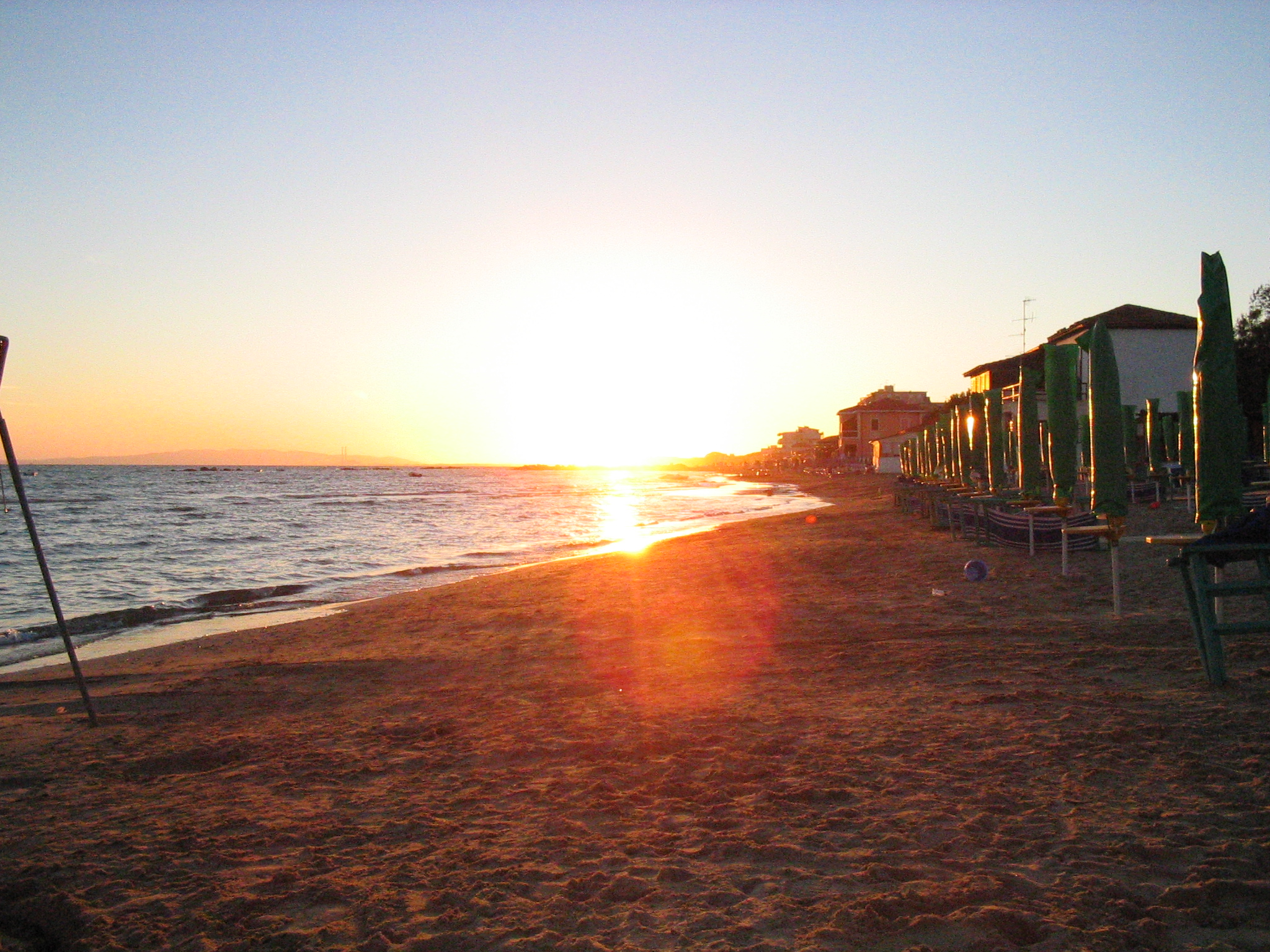
Tramonto su una spiaggia di Follonica

Follonica ha una tradizione turistica risalente agli Anni 1960. La politica del Piano Spiagge adottata dal comune stabilisce che gli arenili ad appannaggio degli stabilimenti balneari e spiagge attrezzate o in concessione siano il 49,1%, mentre le spiagge libere ricoprono il 50,9%, realizzando a un sostanziale equilibrio fra le aree di arenile che possono essere destinate a libero uso rispetto alle aree in concessione.
Il comune si fregia della Bandiera Blu, riconoscimento conferito dalla FEE alle migliori località costiere europee e delle 5 vele Legambiente dal 2016.

## Infrastrutture e trasporti

### Strade
- Variante Aurelia
- Strada Provinciale 152 Aurelia Vecchia ex Strada statale 1 Via Aurelia
- Strada Provinciale 158 ex Strada statale 322 delle Collacchie
- Strada Statale 439 Sarzanese Valdera

### Ferrovie
A Follonica è presente l'omonima stazione ferroviaria, posta lungo la Ferrovia Tirrenica.
Dal 1902 al 1944 il collegamento con Massa Marittima era garantito tramite la Ferrovia Massa Marittima-Follonica, un'infrastruttura nata quale ferrovia mineraria. Interrotta per cause belliche, la ferrovia non fu più ricostruita e in sua vece funziona l'autoservizio che percorre la Strada Statale 439 Sarzanese Valdera. In via Fratti è situata la vecchia stazione di Follonica Porto, convertita in civile abitazione.

## Amministrazione
| Periodo           | Periodo           | Primo cittadino       | Partito           | Carica                  | Note               |
| ----------------- | ----------------- | --------------------- | ----------------- | ----------------------- | ------------------ |
| 1923              | 1926              | Tullio Gaggioli       | PNF               | Sindaco                 | [ 67 ] [ 68 ]      |
| 1926              | 1929              | Tullio Gaggioli       | PNF               | Podestà                 | [ 67 ] [ 68 ]      |
| 1929              | 1930              | Alfredo Lotti         | –                 | Commissario prefettizio | [ 67 ] [ 68 ]      |
| 1930              | 1931              | Tullio Gaggioli       | –                 | Commissario prefettizio | [ 67 ] [ 68 ]      |
| 1931              | 1938              | Nello Gavazzi         | PNF               | Podestà                 | [ 67 ] [ 68 ]      |
| 1938              | 1938              | Alpino Bargellini     | –                 | Commissario prefettizio | [ 67 ] [ 68 ]      |
| 1938              | 1943              | Dino Monciatti        | PNF               | Podestà                 | [ 67 ] [ 68 ]      |
| 1943              | 1944              | Giuseppe Paglia       | –                 | Commissario prefettizio | [ 67 ] [ 68 ]      |
| 1944              | 1944              | Baldassarre Agnelli   | PLI               | Sindaco                 | [ 69 ]             |
| 1944              | 1946              | Giò Batta Santini     | CLN               | Sindaco                 | [ 67 ] [ 70 ]      |
| 1946              | 1948              | Giò Batta Santini     | PSI               | Sindaco                 | Deceduto in carica |
| 1948              | 1951              | Milton Bartoli        | PSI               | Sindaco                 | [ 67 ] [ 70 ]      |
| 1951              | 1956              | Dino Tesi             | PSI               | Sindaco                 | [ 67 ] [ 70 ]      |
| 1956              | 1963              | Osvaldo Bianchi       | PSI               | Sindaco                 | Dimissionario      |
| 1963              | 1966              | Giovanni Coppola      | PSI               | Sindaco                 | [ 67 ] [ 70 ]      |
| 1966              | 1970              | Dino Abati            | PRI               | Sindaco                 | [ 67 ] [ 70 ]      |
| 1970              | 1980              | Ovidio Angeluccetti   | PCI               | Sindaco                 | [ 67 ] [ 70 ]      |
| 1980              | 1983              | Massimo Corti         | PSI               | Sindaco                 | [ 67 ] [ 70 ]      |
| 1983              | 1987              | Loreno Chelini        | PCI               | Sindaco                 | Dimissionario      |
| 4 maggio 1987     | 8 maggio 1995     | Enrico Norcini        | PCI-PDS           | Sindaco                 | [ 67 ] [ 70 ]      |
| 8 maggio 1995     | 14 giugno 2004    | Emilio Bonifazi       | PDS-La Margherita | Sindaco                 | [ 67 ] [ 70 ]      |
| 14 giugno 2004    | 23 giugno 2009    | Claudio Saragosa      | DS-PD             | Sindaco                 | [ 71 ]             |
| 23 giugno 2009    | 10 giugno 2014    | Eleonora Baldi        | PD                | Sindaco                 | [ 72 ]             |
| 10 giugno 2014    | 19 dicembre 2019  | Andrea Benini         | PD                | Sindaco                 | [ 73 ]             |
| 19 dicembre 2019  | 23 settembre 2020 | Alessandro Tortorella | –                 | Commissario prefettizio | [ 74 ]             |
| 23 settembre 2020 | 10 giugno 2024    | Andrea Benini         | PD                | Sindaco                 |                    |

### Gemellaggi
- Charleroi, dal 1964
- Kołobrzeg, dal 2007
- Hedemora, dal 2009
- Waldkirch, dal 2014

## Sport

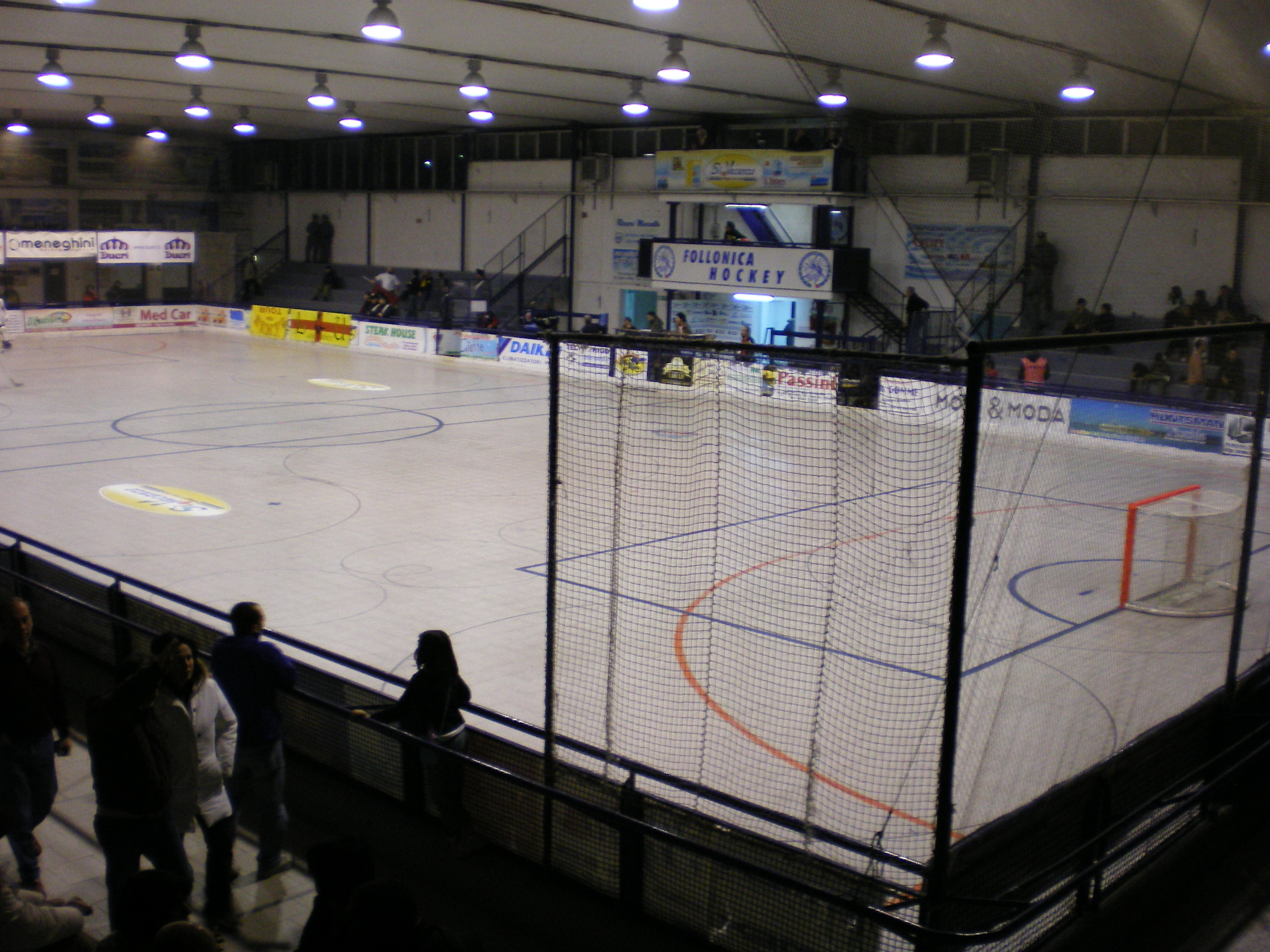
Il Palasport Armeni

L'attività sportiva con maggiori risultati storici a Follonica è l'hockey su pista. La società Follonica Hockey è nata nel 1952 ed è stata quattro volte campione d'Italia, campione d'europa nel 2006 e vincitrice della Coppa Intercontinentale nel 2007. Disputa gli incontri al Palasport Armeni.
La principale squadra di calcio della città è l'Unione Sportiva Follonica Gavorrano, nata dalla fusione tra il Real Follonica e l’US Gavorrano, che milita nel campionato di serie D, la città del golfo è attuale sede dei soli allenamenti della prima squadra, in attesa del rifacimento dello stadio Nicoletti; per il settore giovanile i campi Nicoletti e Baldaccheri di Follonica restano invece la sede principale sia per gare che per allenamenti.
Follonica ha una lunga tradizione nelle corse equestri: fino al 2009 l'Ippodromo dei Pini si trovava nel centro abitato. Nel 2009 è stato inaugurato poco fuori dalla città un nuovo ippodromo (che porta lo stesso nome), mentre il vecchio ippodromo è stato riconvertito e sostituito dal Parco Centrale. All'ippodromo di Follonica si svolgono da sempre corse al trotto. L'evento più significativo della stagione è rappresentato dal Gran Premio Città di Follonica, una prova di gruppo riservata ai cavalli di quattro anni sulla distanza del miglio. Dal 2018, con la chiusura dell'Ippodromo del Casalone di Grosseto, sono state trasferite le corse al galoppo che prima si tenevano nel capoluogo.
Nel Giro d'Italia 1994 l'ottava tappa, una cronometro individuale si è conclusa a Follonica con la vittoria di Evgenij Berzin. Nel 2008 la prima tappa della prima edizione del Giro della Provincia di Grosseto si è conclusa a Follonica con la vittoria di Filippo Pozzato. Nel 2018 a Follonica si sono svolte due tappe della cinquantatreesima edizione della Tirreno-Adriatico. Stessa cosa nel 2019 e nel 2020.
Ogni anno, l'ultimo weekend di ottobre, si tiene a Follonica il Trofeo Maremma, gara di rally che ha festeggiato nel 2019 i quarantatré anni di vita e che è valida per il Trofeo Rally Toscano di ACI Sport.
La città è anche il punto di arrivo della Motocavalcata Colle di Val d'Elsa-Follonica, motoraduno annuale.
Lo sport della pallamano è rappresentato dalla società Pallamano Follonica, fondata nel 1973 e che milita in Serie A2.
Il palazzetto dello sport PalaGolfo è la sede di allenamento della Nazionale Italiana di Ginnastica Ritmica.
Sul lungomare all'inizio del quartiere Pratoranieri e nel vecchio casello idraulico alla fine dello stesso quartiere hanno sede rispettivamente il CNF (Circolo Nautico Follonica) e il GV LNI follonica (Lega Navale Follonica).